# Gabriela Ponce
Gabriela Ponce Padilla (Quito, 1977) es una escritora y dramaturga ecuatoriana. Entre sus obras más conocidas se encuentra la novela Sanguínea (2019), con la que ganó el Premio Joaquín Gallegos Lara a la mejor novela ecuatoriana del año.

## Biografía
Nació en 1977 en Quito, provincia de Pichincha. Realizó sus estudios superiores en la Universidad San Francisco de Quito, donde cursó la carrera de sociología y filosofía. Posteriormente realizó una maestría en dirección de teatro en la Universidad del Sur de Illinois Carbondale gracias a una beca del Programa Fulbright.
Se inició en la literatura con la colección de relatos Antropofaguitas, publicada en 2015 luego de ganar un concurso organizado por el Ministerio de Cultura que tuvo como jurado a los escritores Eduardo Heras León, Samanta Schweblin y Hans Behr. En su dictamen, el jurado destacó el "amplio empleo de los recursos técnicos de la narrativa en notable adecuación con los contenidos narrados y la caracterización de los personajes".
Su trabajo en el ámbito escénico ha sido reconocido con galardones como el Premio Joaquín Gallegos Lara en la categoría teatro, que obtuvo en 2018 por su obra Lugar y en 2021 por el libro Solo hay un jardín: en el fondo de todo hay un jardín. También recibió el Premio Francisco Tobar García 2017, entregado por el Municipio de Quito a la mejor producción teatral por su pieza Tazas rosas para el té, en que retrata la masacre de los trabajadores del ingenio azucarero Aztra perpetrada por la dictadura militar ecuatoriana en octubre de 1977.
En 2019 publicó su primera novela, Sanguínea, en que explora la sangre y la menstruación como metáforas para abordar el dolor, el erotismo y las rupturas amorosas de la protagonista. La obra fue adaptada al teatro y estrenada en enero de 2021 en la fundación Casa Amèrica Catalunya, con la codirección de Ponce y Eliecer Navarro. El libro ganó además el Premio Joaquín Gallegos Lara en la categoría mejor novela del año en su edición de 2021.

## Obras
- Antropofaguitas (2015), cuentos
- Lugar (2017), teatro
- Sanguínea (2019), novela
- Solo hay un jardín: en el fondo de todo hay un jardín (2020), teatro[13]
- Flotar, pude (2022), cuentos